# Chlorocebus
Chlorocebus là một chi động vật có vú trong họ Cercopithecidae, bộ Linh trưởng. Chi này được Gray miêu tả năm 1870. Loài điển hình của chi này là Simia sabaea Linnaeus, 1766 (= Simia aethiops Linnaeus, 1758).

## Hình ảnh

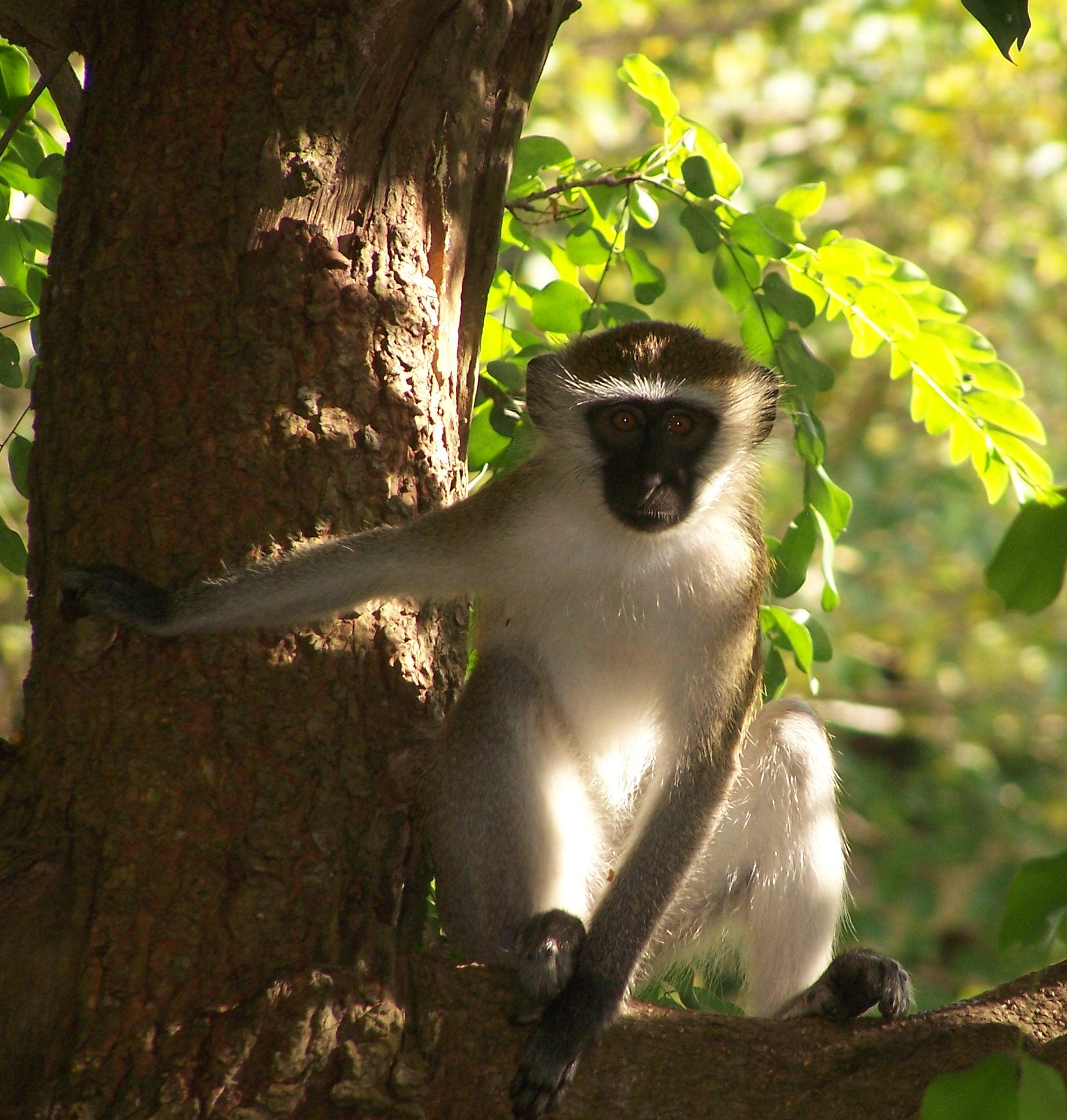
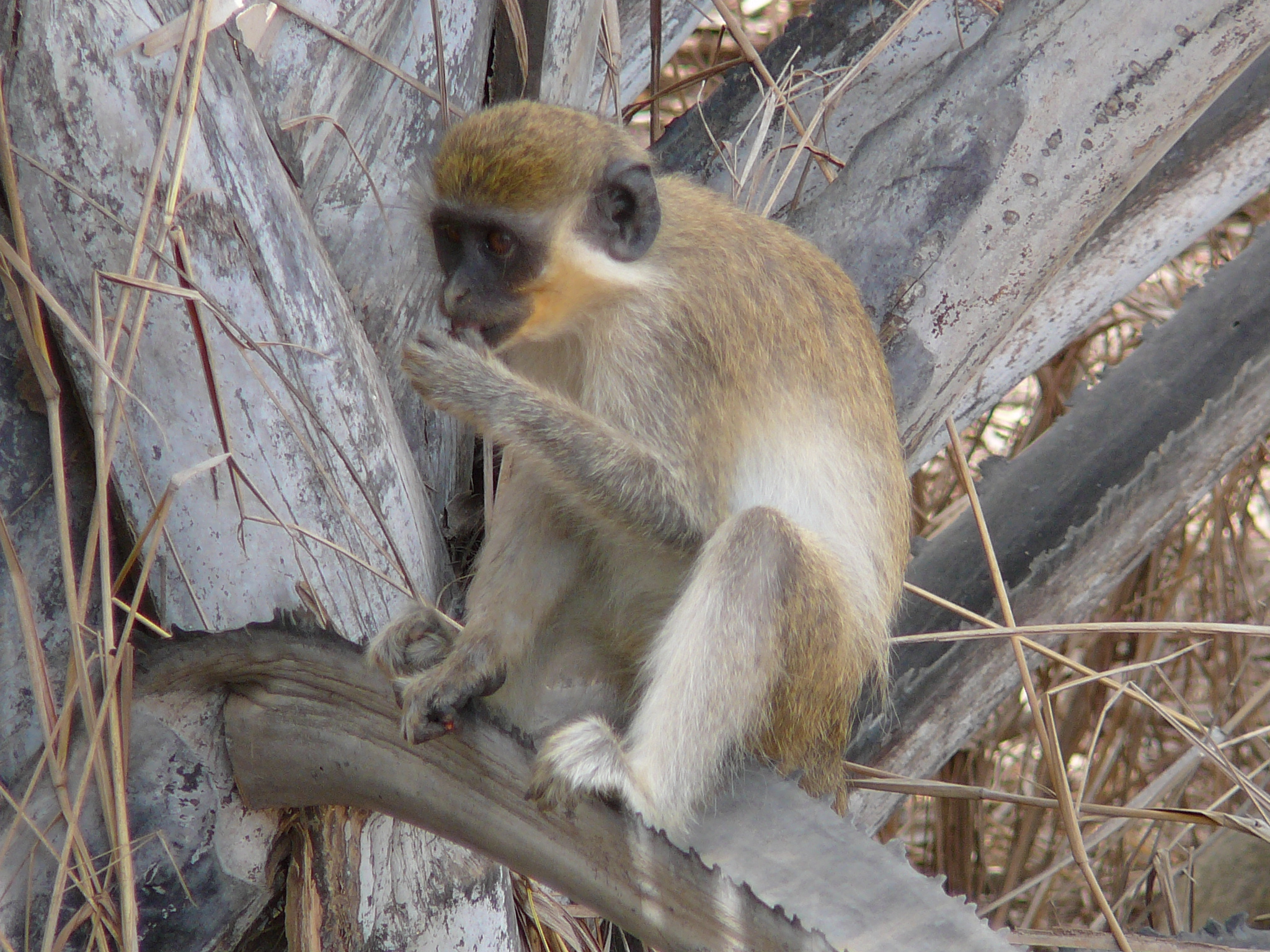
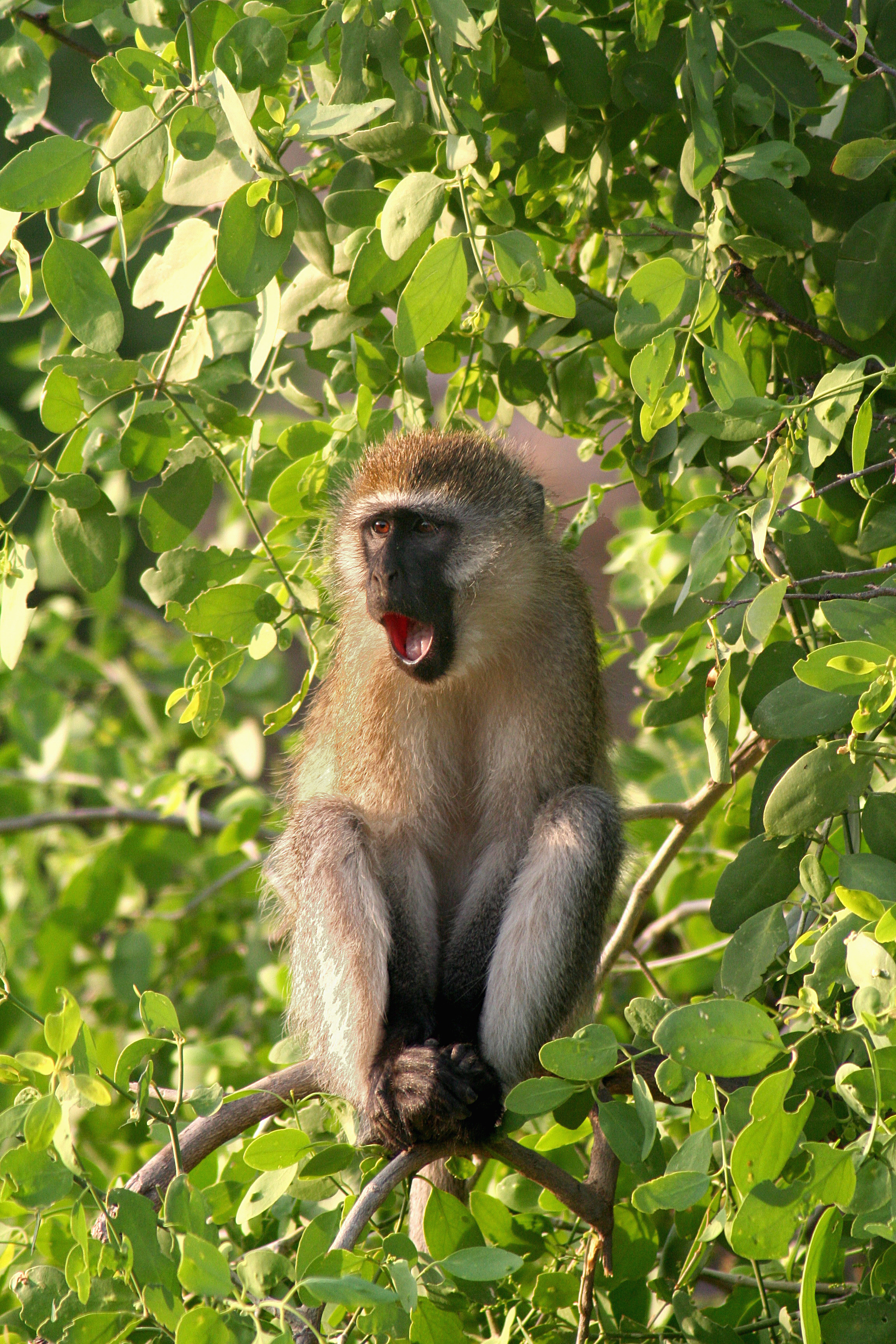
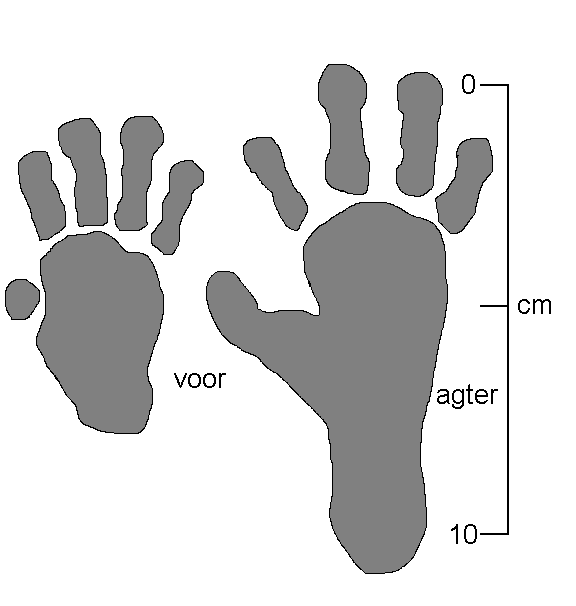

## Các loài
Chi này gồm các loài: